# Rabbi Isaac Nappaha
Rabbi Isaac Nappaha, noto anche come Isacco il fabbro (in ebraico רבי יצחק נפחא‎?, Yitzhak Nappaḥa; fl. III-IV secolo), è stato un rabbino della seconda generazione Amoraim, vissuto in Galilea.

## Il nome
Il nome di Nappaha si trova menzionato nel Talmud babilonese, ma non nel Talmud Yerushalmi. Nella successiva letteratura midrashica viene chiamato Yitzchak Nappaha, mentre le opere più antiche lo citano semplicemente come Rav Yitzchak.
Nel Talmud babilonese viene identificato con molteplici altri Yitzchak, e poiché ciò era dovuto all'azione arbitraria di amoraim vissuti in epoche successive, il vero nome di suo padre non può più essere ricostruito.

Il nome Nappaha, che letteralmente significa "fabbro", è stato associato ad un altro Yitzchak, che possedeva cinque tribunali a Usha. Se fosse accertata la relazione fra i due, diventerebbe plausibile che il giovane Yitzchak avesse ereditato il nome anche senza aver mai praticato il mestiere di fabbro.

## Biografia
Pupillo di bar Johanna Nappaha, Reish Lakish scrisse alcuni giochi di parole fra i nomi di Isaac Nappaha e del maestro, che erano tra loro simili. La figlia di Isacco sposò l'amorah babilonese Pappi, che la tradizione attesta nell'attività di docente ad Antiochia.
Sebbene fosse allievo di bar Nappaha di Johanan, le sue associazioni con Johanan sono indicate in un solo passaggio. Inoltre, soltanto il Talmud babilonese lo cita come commentatore dell'aggadah del suo maestro. 

Soggiornò a Babilonia per un limitato periodo di tempo, probabilmente dopo la morte di Johanan, durante il quale visitò la dimora dell'esilarca, insieme a Sheshet e a Rav Yosef bar Hiyya. 

Abba ben Joseph bar Ḥama (noto anche come Rava) riporta sue citazioni, delle quali è tuttavia incerto se siano state realmente pronunciate da Yitzchak oppure se siano opera di Rava. Inoltre, citazioni sono fornite anche dal rabbino bar Adda.
La sua dimora era originariamente a Cesarea e successivamente si trasferì a Tiberiade. Strinse un'intima amicizia con il rabbino Ammi, col quale discusse di frequente di questioni halakhiche;; e in alcuni casi assumevano congiuntamente delle decisioni in materia di diritto rabbinico, nell'ambito di una giuria formata da Yitzchak stesso, da Abbahu e dal rabbino Hanina b. Papi. 

Il rabbino Helbo riportò a Yitzchak due questioni liturgiche che gli erano state rivolte in Galilea: alla prima domanda rispose immediatamente, mentre per la seconda tenne un'audizione pubblica nell'accademia.  R. Yitzchak diffuse una tesi sulla creazione della luce, formulata da uno o più autori rimasti anonimi.  Inoltre, prese parte a discussioni aggadiche con Levi II (III sec.), con Abba bar Kahana (terza generazione Amoraim), con il rabbino Aha (IV sec.) e con Hiyya bar Abba (terza generazione amoraim). Tra coloro che tramandarono nome insegnamenti di Yitzchak vi furono Haggai esperto di Halakhah, i suoi figli Jonathan e Azariah, e Luliani ben Tabrin (inizio IV sec.).

## Insegnamenti
Il tipo di autorità di Yitzchak fosse in tema di Halakhah e di Aggadah, è rivelato da un aneddoto, secondo il quale gli allievi Ammi e Assi non gli avrebbero permesso di parlare, perché uno desiderava sentire l'esposizione dell'Halakhah e l'altro dell'Aggadah. Yitzchak gli avrebbe risposto con la nota storia dell'uomo che aveva due mogli, una delle quali tirò fuori tutti i suoi capelli bianchi perché era giovane, mentre l'altra ne estrasse i capelli neri perché era vecchia, e risolse le loro esitazioni proponendo loro un aggadah con sfondo halakhico, al fine di soddisfare (didatticamente) entrambi nello stesso tempo.
Yitzchak si dedicò allo studio e commento dell'Aggadah con maggiore zelo, ad esempio perché lo considerava una necessità nelle circostanze avverse degli ebrei. La povertà degli ebrei palestinesi si era aggravata così tanto che la gente aveva smesso di sperare nel raccolto e si accontentava di mangiare le spighe verdi di grano; di conseguenza cercava conforto e ristoro dell'anima. Yitzchak cercò di rendere le sue lezioni le più efficaci possibile e gli uditori confermarono che riuscì ad essere un abile esegeta, nonché un oratore insolitamente persuasivo.
Il materiale aggadico di Yitzchak può essere suddivisa nei seguenti quattro gruppi, in base al rispettivo contenuto: 
- proverbi e dicta: riguardo ai peccati[28], riguardo al rapporto tra uomo e Dio[29], sulla relazione dell'uomo con il suo prossimo[30], riguardo alla preghiera[31], in merito allo studio e alla Legge[32], riguardo a Israele[33], alle nazioni[34] e a Gerusalemme[35];
- esegesi: generale[36], halakhah[37], personalità bibliche[38], narrazioni bibliche[39];
- omiletica[40];
- proemi[41], massime[42], similitudini[43], soggetti messianici[44], escatologia[45].

Il calendario
Secondo la testimonianza unanime di numerosi scrittori del X secolo, il gaon Hai b. David attribuì a Yitzchak Nappaha il calcolo del calendario rabbinita.
La tradizione del giudaismo caraita, mutuata dai Rabbaniti, sostenne che Isacco introdusse nuovi mesi nel calendario non regolandosi con le osservazioni lunari, la luna, bensì imitando Rabbaniti che calcolano secondo la regola di lo, bet, dalet, waw, fatto che comportava che la Pasqua non potesse mai iniziare di lunedì, mercoledì o di venerdì., cadendo sempre di giorno pari.